# Voyoucratie
Pour plus de détails, voir Fiche technique et Distribution.
Voyoucratie est un film à suspense français réalisé par Fabrice Garçon et Kévin Ossona, sorti en 2018.

## Synopsis
À sa sortie de prison, Sam tente de se réinsérer mais il est vite rattrapé par le milieu et sombre peu à peu dans un engrenage criminel. À travers les yeux de son fils, il perçoit une lueur d'espoir.

## Fiche technique
- Titre : Voyoucratie
- Réalisation : Fabrice Garçon et Kévin Ossona (FGKO)
- Scénario : Fabrice Garçon et Kévin Ossona (FGKO)
- Photographie : Blaise Basdevant
- Montage : Fanny Dewulf
- Costumes : Sabine Cayet
- Musique : Kenma Shindo, DJ Bellek, Ateph Elidja, Donovans
- Production : Fabrice Faure, Camille Courau
- Sociétés de production : LIP Productions, FGKOFilms et Afiavi
- Société de distribution : La Vingt-Cinquième Heure (France)
- Pays de production :  France
- Genre : thriller
- Durée : 84 minutes
- Dates de sortie :
  - France : 23 octobre 2015 (Les Pépites du Cinéma)[1] ; 31 janvier 2018 (sortie nationale)

## Distribution
- Salim Kechiouche : Sam
- Abel Jafri : Abbas
- Hichem Yacoubi : Karim
- Jo Prestia : Maurice
- Azedine Kasri : Rachid
- Hedi Bouchenafa : Hedi
- Elsa Madeleine : Julie
- Ange Basterga : bras droit de Maurice
- Pierre Abbou : Ali
- Adrien Vannec : le gamin
- Hakim Ait Quaret : Hakim
- Meriem Serba : la femme de Karim
- Affif Ben Badra : la balance

## Distinctions

### Récompenses
- Manchester Film Festival 2016: Meilleur film
- Manchester Film Festival 2016: Meilleur film dramatique
- Manchester Film Festival 2016: Meilleur acteur pour Salim Kechiouche
- Manchester Film Festival 2016: Meilleurs réalisateurs pour FGKO
- Crossing The Screen Film Festival 2017 : Mention spéciale du jury pour la réalisation